# Кривоколенный переулок
Кривоколе́нный переулок (до 1901 года — переулок Криво́е Коле́но) — переулок в Басманном районе города Москвы (Центральный административный округ), начинающийся от Мясницкой улицы перпендикулярно ей, затем круто поворачивающий на северо-восток и идущий параллельно Мясницкой; после второго резкого поворота на юго-восток пересекает Архангельский переулок и переходит в Потаповский. В XIX веке составлял одно целое с Банковским переулком.

## Название

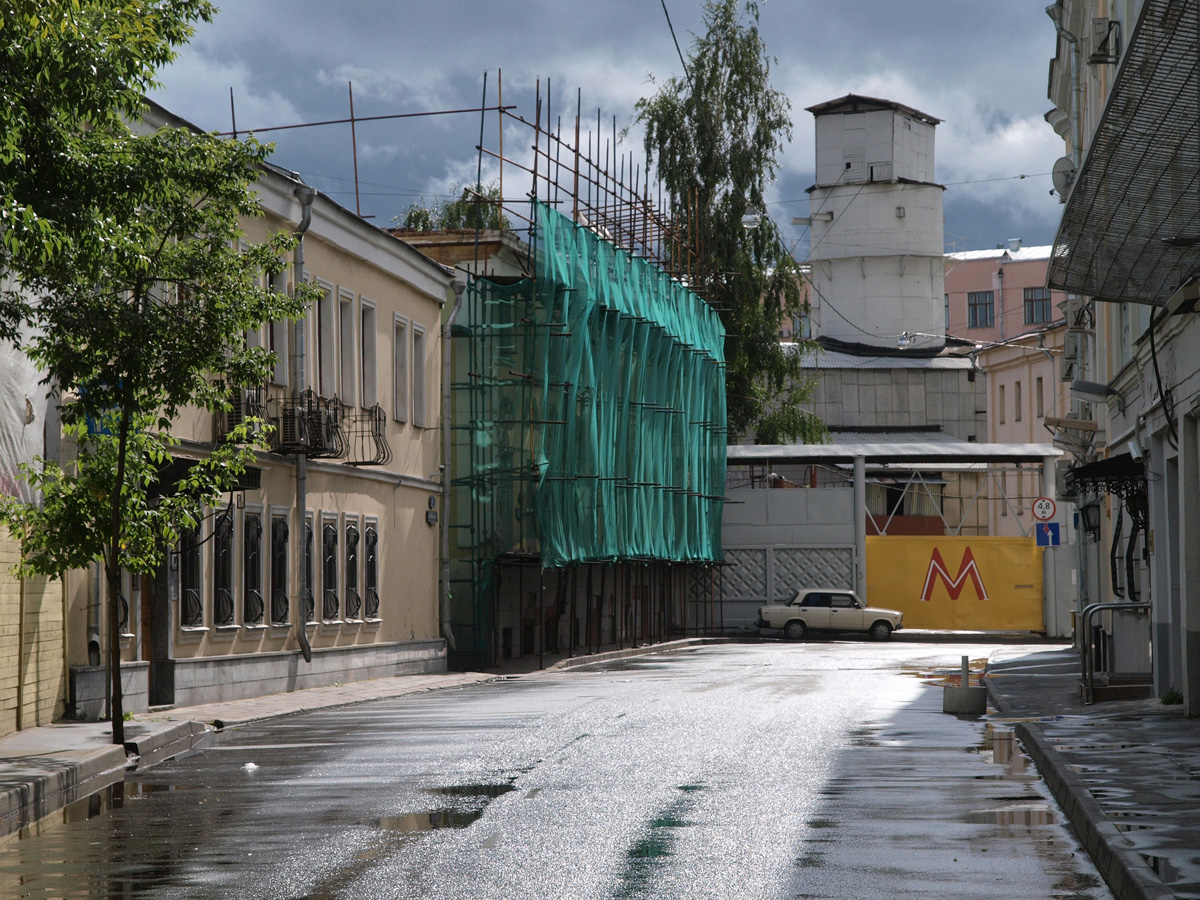
«Кривое Колено».

Название переулка отражает его извилистую «S»-образную конфигурацию: в конце XIX века он, выходя из Мясницкой улицы и проходя позади владельческих домов, вновь выходил на Мясницкую недалеко от Почтамта:98. Ещё раньше начальная часть переулка по находившемуся здесь Коломенскому подворью именовалась Коломенским, а конечная — Шуваловским (в настоящее время это Банковский переулок).

## Описание

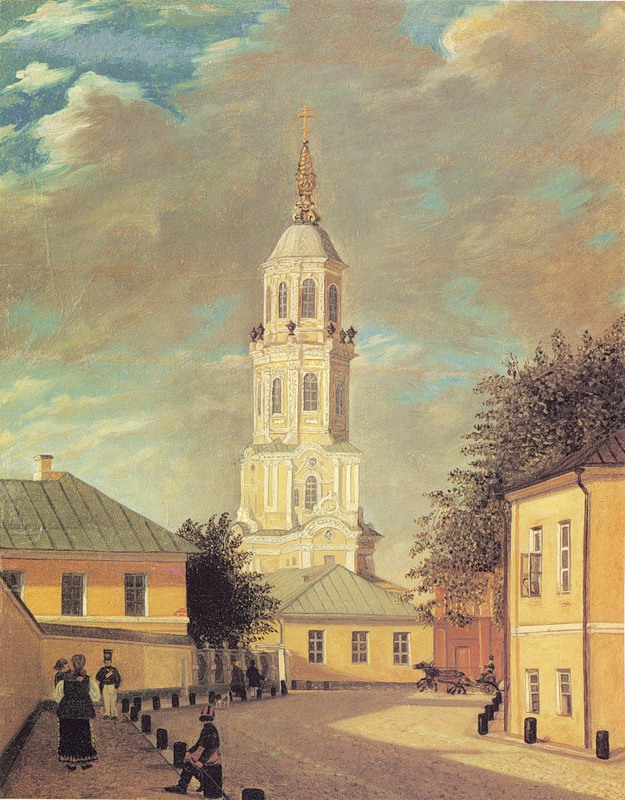
Кривоколенный переулок. В центре — Меншикова башня. Карл-Фридрих Бодри, 1843

Кривоколенный переулок начинается справа от Мясницкой улицы, идёт на юго-восток, но вскоре поворачивает на северо-восток параллельно Мясницкой, справа от него начинается Армянский переулок, затем слева Банковский переулок соединяет его с Мясницкой, после чего он вновь поворачивает на юго-восток, пересекает Архангельский переулок, за которым переходит в Потаповский.

## Здания и сооружения

### По нечётной стороне
№ 3
Здание 1796 года постройки.
№ 5/22/2 — бывшее владение И. Е. и С. И. Сытовых.
 ЦГФО
В доме в квартире № 25 проживала Елена Феррари.

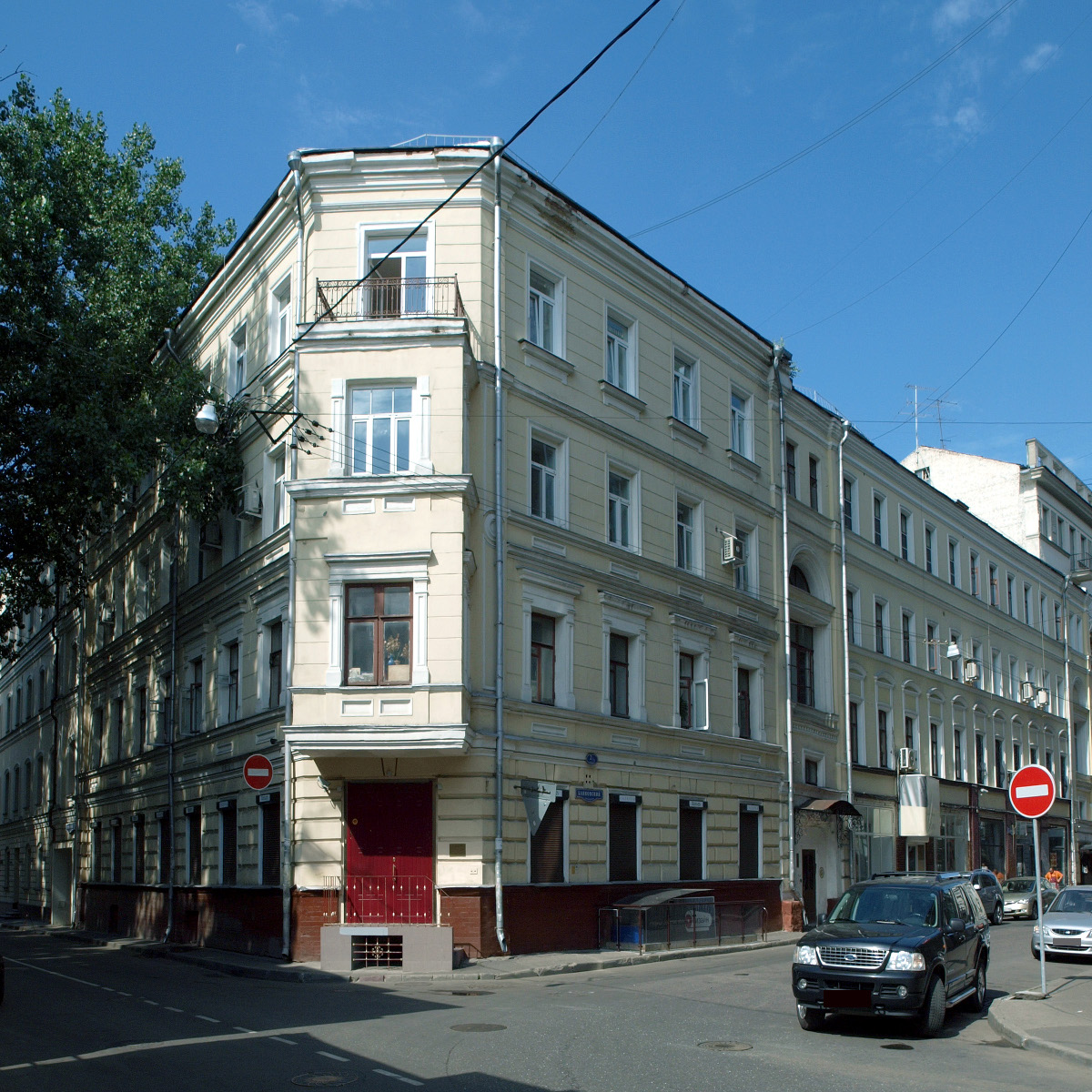
Кривоколенный переулок, дом № 5

- стр. 1а — доходный дом с магазином (1873, архитектор В. Ф. Жигардлович; 1930-е)[2];
- стр. 1б — доходный дом (2-я половина XVIII века; 1878; 1895, архитектор А. Н. Кнабе)[2];
- стр. 2 — доходный дом (1861)[2];
- стр. 3 — Фабрика церковной утвари с магазином И. Е. Сытова (1875, архитектор Н. А. Зборчевский; 1896, архитектор А. Н. Кнабе)[2];
- стр. 4 — доходный дом (1900, архитектор А. Н. Кнабе)[2].

По адресу Кривоколенный переулок, дом 5, кв. № 25 проживала Елена Феррари.
№ 9 — доходный дом М. А. Лунц
Здание 1910—1911 годов, архитектор — Б. М. Великовский (при участии А. Н. Милюкова). В доме жил актёр Георгий Вицин.
№ 9, стр. 2 — Палаты Ладо

В основе жилого здания, перестроенного в XIX веке — палаты XVII века. Принадлежал доктору Христиану Ладо.
№ 11/13, стр. 1 — доходный дом А. В. Бари
. Жилой дом на углу с Кривоколенным переулком был построен 1895 году, архитектор — Ф. Ф. Воскресенский. С 1922 по 1936 годы здесь жил инженер, архитектор и изобретатель Владимир Шухов:205-206.

### По чётной стороне
№ 4, стр. 1 — дом Веневитинова
, двухэтажный особняк второй половины XVIII века на основе каменных палат XVII века. В XVIII веке владение принадлежало роду Апраксиных, затем перешло к Ласунским. Окончательное объёмно-пространственное решение здания относится к 1793 году.

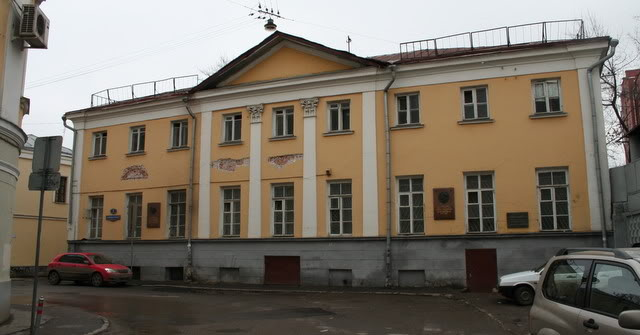
№ 4, стр. 1, дом Веневитинова, 2007 год.

В 1803 года здание перешло в собственность отставного прапорщика Владимира Веневитинова. В 1805 году здесь родился его сын Дмитрий — будущий поэт и переводчик. Здесь же он скоропостижно скончался в 1827 году. 25 сентября 1826 года Александр Пушкин здесь впервые публично читал свою трагедию «Борис Годунов».
В 1830-х годах внешний облик дома обрёл черты зрелого классицизма, фасад был украшен пилястрами коринфского ордера. В 1840 году от Веневитиновых дом перешёл к новым владельцам.
В 1848-50 годах и в 1920—1930-х годах дом перестраивался. В одной из квартир, на которые он был разделён, в детстве жили поэт Александр Галич и его младший брат, кинооператор Валерий Гинзбург, чьи родители переехали сюда в 1923 году.
2 октября 1927 года, в 100-летнюю годовщину смерти Дмитрия Веневитинова, на доме была открыта мемориальная доска.
В 1960 году дому был присвоен статус памятника истории и архитектуры. В мае 1999 года он был признан аварийным и расселён, осенью того же года был внесён префектурой ЦАО в список аварийных зданий, подлежащих сносу. Под давлением общественности это решение было признано ошибочным и в 2003 году дом был передан в управление Агентства по использованию памятников Министерства культуры. Благодаря инвестору, ООО «Элсис», была начата реставрация здания, в результате которой были обрушены сохранившиеся перекрытия, утрачены ценные элементы интерьера — изразцовая печь, наборный паркет XIX века, чугунные ступени лестницы, а также полностью уничтожено подлинное декоративное убранство фасада.
№ 8 — доходный дом П. К. Микини
1901—1905, архитекторы П. К. Микини и В. А. Властов.
Здесь в 1908—1911 гг. жил русский философ Н. А. Бердяев.
№ 10, стр. 1, 2 и 5 — палаты Голицыных
, усадебные постройки XVII—XVIII веков, принадлежавшие князьям Голицыным.
- стр. 1 — главный дом;
- стр. 2 — северо-восточный служебный корпус;
- стр. 5 — юго-западный служебный корпус;

№ 10, стр ? — доходное владение И. О. и А. И. Цыплаковых
Здание 1881 года постройки, архитектор — Александр Обер.
№ 12, стр. 3, 4 и 10 — ансамбль фабрики фармацевтической фирмы «В. К. Феррейн»
. Ранее на этом месте стояло здание, в котором в 1784 году жил писатель Н. М. Карамзин.
- стр. 3 — жилой дом владельца фабрики. В основе здания, перестраивавшегося в XVIII и XIX веках лежат каменные палаты XVII века, принадлежавшие купцам английского происхождения Вестовым. Сейчас в здании находится студия дубляжа и озвучивания «Greb&Creative Group Company».
- стр. 4 — лабораторный корпус. Здание 1903 года постройки, архитектор — Оттон фон Дессин.
- стр. 10 — служебный флигель. Здание начала XIX века, перестроено в 1888—1890 годах по проекту архитектора Адольфа Эрихсона.

№ 14, доходный дом Е. А. Скальского
Здание 1912 года постройки, архитектор — Иван Кондратенко. На здании была найдена вывеска начала XX века, её расчистка началась в июне 2015 года.

## В кинематографе
- В фильме «Почти семейный детектив» издательство Артэс находится по адресу Кривоколенный переулок 27-12
- Дом № 5 упоминается Жегловым в романе братьев Вайнер «Эра милосердия» и в фильме Станислава Говорухина «Место встречи изменить нельзя»: В паспорте у него не написано что он бандит. Наоборот даже — написано, что он гражданин. Прописка по какому-нибудь там Кривоколенному, пять. Возьми-ка его за рупь двадцать!
- Несуществующий дом № 21 упоминается Шараповым в романе братьев Вайнер «Эра милосердия»: Со связистами все было заранее договорено, и не прошло и часа, как мы сидели в маленькой уютной комнате Волокушиной в Кривоколенном переулке, 21. В комнате даже после обыска было чисто и уютно; массивный торгсиновский буфет сиял промытыми резными стеклами, кружевной подзор на кровати и такая же салфеточка под телефоном топорщилась от крахмала, мраморные слоники - семь штук по ранжиру на буфете - сулили счастье, которого Волокушина так жадно хотела, да не дождалась...
- Дом № 11/13 выступает фоном в эпизоде фильма «Покровские ворота», когда Велюров ловит такси, чтобы отвезти Хоботова в больницу.
- «Кривоколенный переулок, дом 2, квартира 5» — называет свой адрес недовольный покупатель на 16-й минуте в фильме «За витриной универмага» (1955 г.)